# Slowakische Badmintonmeisterschaft 1966
Die Slowakische Badmintonmeisterschaft 1966 war die fünfte (inoffizielle) Auflage der Titelkämpfe im Badminton in der Slowakei. Sie fand vom 16. bis zum 17. April 1966 in Košice statt.

## Medaillengewinner
| Disziplin    | Gold                         | Silber                         | Bronze                            |
| ------------ | ---------------------------- | ------------------------------ | --------------------------------- |
| Herreneinzel | Jaroslav Kozák               | Cyril Konečný                  | Ladislav Rusnák                   |
| Dameneinzel  | Viera Nováková               | Viera Vavráková                | Mária Beerová                     |
| Herrendoppel | Ladislav Rusnák Peter Jacina | Jaroslav Kozák Jozef Kovér     | Vladimír Tomášek Jaroslav Třmínek |
| Damendoppel  | Viera Nováková Mária Beerová | Viera Vavráková Marta Jacinová | Gabriela Kaščáková Angela Fričová |
| Mixed        | Rudolf Lev Viera Nováková    | Jozef Kovér Viera Vavráková    | Jaroslav Kozák Marta Jacinová     |